# Docirava aequilineata
Docirava aequilineata là một loài bướm đêm trong họ Geometridae.